# 千葉県道296号和田丸山館山線
千葉県道296号和田丸山館山線（ちばけんどう296ごう わだまるやまたてやません）は、千葉県南房総市と館山市を結ぶ一般県道。
那古地区から和田地区への直接的なアクセスとしての利用は少なく経由地の三芳地区へのアクセスに多く利用されている。

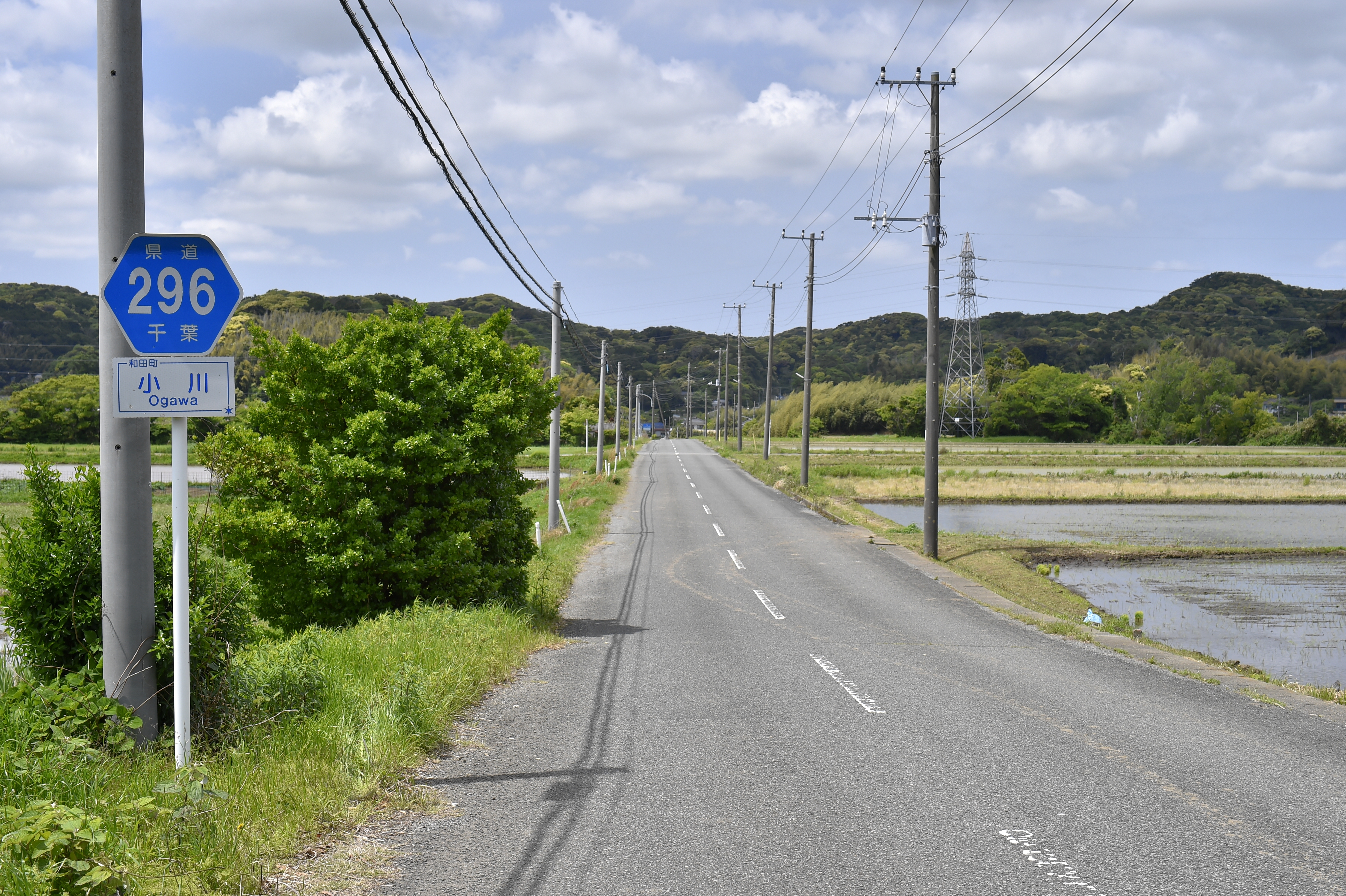
千葉県道296号和田丸山館山線
南房総市和田町小川（2023年4月）

## 路線データ
- 起点：南房総市和田町白渚（和田漁港入口交差点、国道128号交点）
- 終点：館山市那古（那古寺前交差点、千葉県道302号館山富浦線交点）
- 総延長：15.756 km（安房土木事務所管内：15.756 km[1]）
- 重用延長：0.386 km（安房土木事務所管内：0.386 km[1]）
- 実延長：15.370 km（安房土木事務所管内：15.370 km[1]）

## 路線状況

### 道路施設
- 向畑隧道（延長97 m、1970年完成）
- 向畑2号隧道（延長18 m、1934年完成）※1991年開削撤去
- 小川隧道（延長116 m、1956年完成）※1988年開削撤去
- 寺谷トンネル（延長104 m、1979年完成）
- 小戸隧道（延長49 m、1928年完成）※1979年開削撤去
- 釜滝トンネル（延長59 m、1982年完成）
- 遠藤隧道（南房総市根方：延長136 m、1960年完成）[2]

## 地理

### 通過する自治体
- 千葉県
  - 南房総市 - 館山市

### 交差する道路
- 国道128号 - 南房総市和田町白渚（和田漁港入口交差点、起点）
- 千葉県道186号南三原停車場丸線 - 南房総市和田町中三原（信号無交差点）
- 国道410号 - 南房総市丸本郷（市場交差点）
- 千葉県道88号富津館山線 - 南房総市本織（三芳支所前交差点）
- 国道127号 - 館山市那古（那古交差点）
- 千葉県道302号館山富浦線 - 館山市那古（那古寺前交差点、終点）

### 沿線
- 和田漁港（南房総市和田町真浦）
- 西光寺（南房総市珠師ケ谷）
- 天照皇太神宮（南房総市沓見）
- 妙法寺（南房総市池之内）
- 高子神社（南房総市谷向）
- 南房総市立三芳中学校（南房総市本織）
- 三芳病院（南房総市本織）
- 那古寺（館山市那古）